# Саблуков, Александр Александрович (генерал-лейтенант)
Алекса́ндр Алекса́ндрович Саблуко́в (22 октября (2 ноября) 1784 — 3 (15) марта 1857) — русский военный инженер, изобретатель, генерал-лейтенант корпуса горных инженеров из богатого дворянского рода Саблуковых.

## Биография
Родился 22 октября (2 ноября) 1784 года в семье действительного статского советника (впоследствии — действительного тайного советника, сенатора и члена Государственного совета) Александра Александровича Саблукова (1749—1828). 
Крещен 4 ноября 1784 года в церкви Рождества Пресвятой Богородицы при Невской перспективе при восприемстве брата Николая и сестры Варвары. Вместе с братом получил тщательное домашнее образование под руководством матери, Екатерины Андреевны (1756—1820), женщины высокообразованной и гуманной.
В службу был записан в 1788 году. Саблуков был военным инженером, занимавшимся техническими науками. С 13 марта 1810 года — генерал-майор Корпуса инженеров путей сообщения; 2 (14) сентября 1810 года был назначен окружным начальником Корпуса инженеров путей сообщения. В период 04.03.1817—20.05.1823 был членом совета Департамента путей сообщения.
В 1825 году находился под следствием.
В своё время он пользовался репутацией знатока инженерного и артиллерийского дела; конструировал артиллерийские снаряды, мины, оптические прицелы.
В 1832 году, уже находясь в отставке, он представил генерал-инспектору по инженерной части проект изобретённого им механического центробежного вентилятора («воздушного насоса») для очищения воздуха в рудниках и минных галереях. Назначенная генерал-инспектором комиссия одобрила изобретение Саблукова и отдала ему преимущество перед другими подобными изобретениями.
Его вентилятор представлял собой цилиндрический кожух с двусторонним всасыванием; внутри кожуха располагалось колесо с четырьмя прямыми лопатками. Впервые он был испытан на кожевенном и сахарном заводах. В 1834 году вентиляторы были успешно применены на подводной лодке Шильдера, а в 1835 году — для проветривания Чагирского рудника на Алтае. Саблуков был также инициатором и руководителем монтажа изобретённого им водомётного движителя на третьей подводной лодке Шильдера.
В 1838 году он создал конструкцию центробежного насоса, названного им «водогоном».
В 1835—1845 годах Саблуков состоял председателем IV отделения Императорского Вольно-Экономического Общества. В 1836 году он путешествовал за границей, где познакомился со многими германскими учёными и членами разных обществ, пожелавшими войти в сношения с Вольно-Экономическим Обществом.
По предложению Саблукова в земледельческие общества Вены и Лейпцига были посланы образцы русских земледельческих орудий. Как член и председатель IV Отделения Вольно-Экономического Общества, Саблуков оставил по себе память устройством при нём мастерской для приготовления различных орудий и машин, и химической лаборатории.
Действительный член Русского географического общества с 19 сентября 1845 года.
Много писал на французском языке, в том числе — «Mémoire concernant quelques applications et la construction de machines généralement connues sous le nom de ventilateurs ou même principe pour le dé placement des corps liquides» (Париж, 1841).
Был награждён орденами Св. Владимира 2-й степени и Св. Анны 1-й степени.
Умер от водянки 3 (15) марта 1857 года. Был похоронен на Тихвинском кладбище Александро-Невской лавры (могила утрачена).

## Семья
От брака с баронессой Елизаветой фон Ливен (1794—1848; похоронена в Германии), имел двух дочерей:
- Софья Александровна (1812—1833), в замужестве Волкова.
- Мария Александровна (1814—1878), муж барон В. К. Ливен (1800—1880).

## Рекомендуемая литература
- Татаринов M. П. Александр Александрович Саблуков (1783—1857). — М.: Углетехиздат, 1952